# Quarterback titolari dei Los Angeles Chargers
Questi quarterback sono partiti come titolari per i Los Angeles Chargers della National Football League. Sono inseriti in ordine di data a partire dalla prima partenza come titolari nei Chargers.

## Quarterback titolari
Lista di tutti i quarterback titolari dei Los Angeles Chargers. Il numero tra parentesi indica il numero di gare da titolare giocate nella stagione:

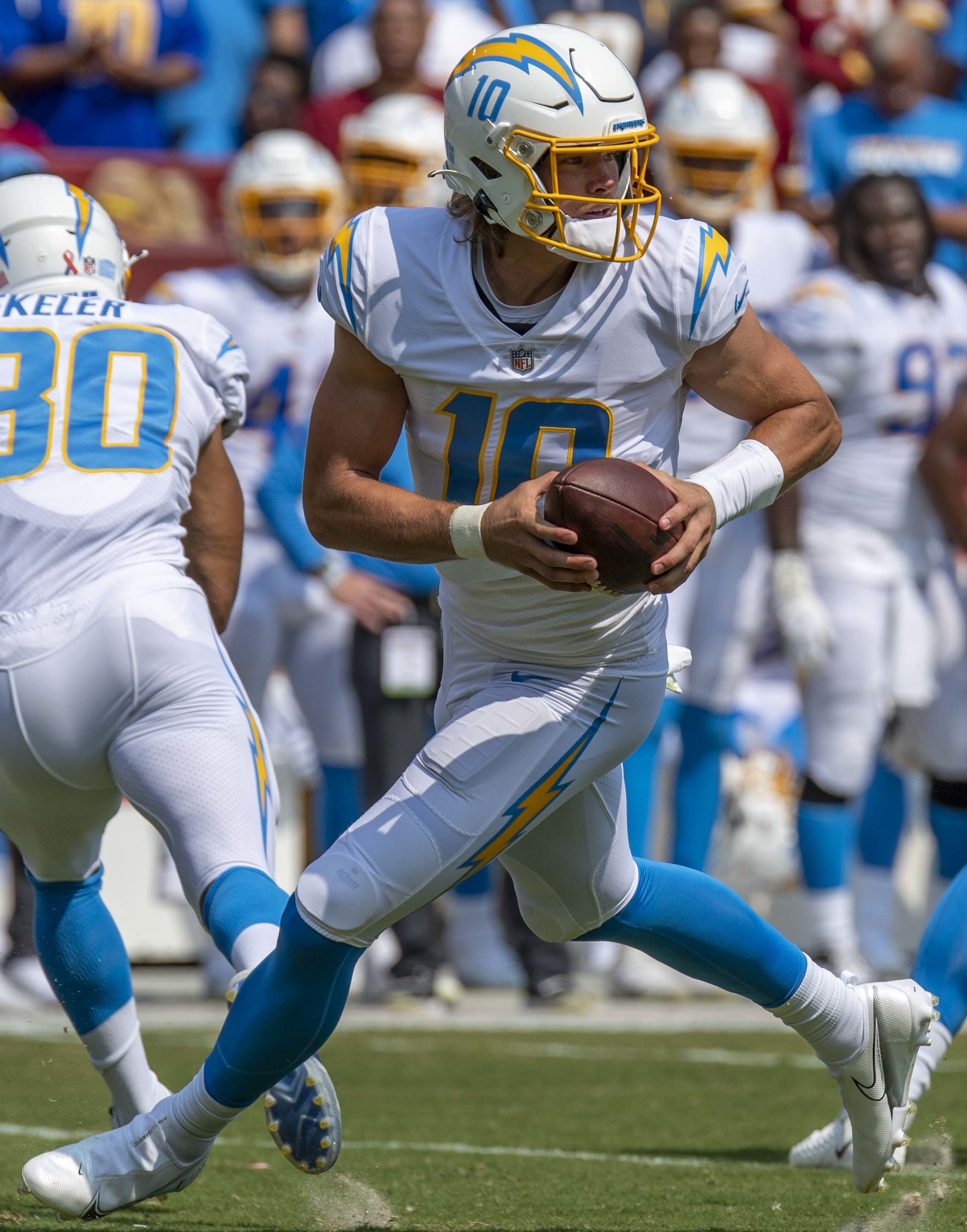
Justin Herbert, 2020-presente

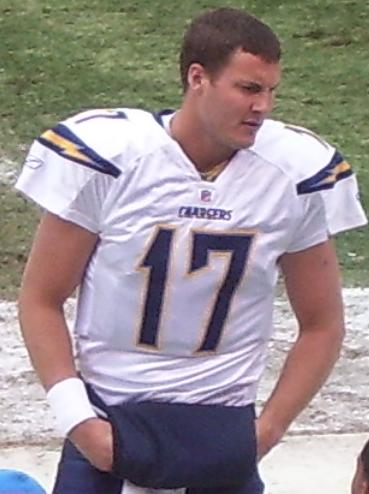
Philip Rivers, 2006-2019

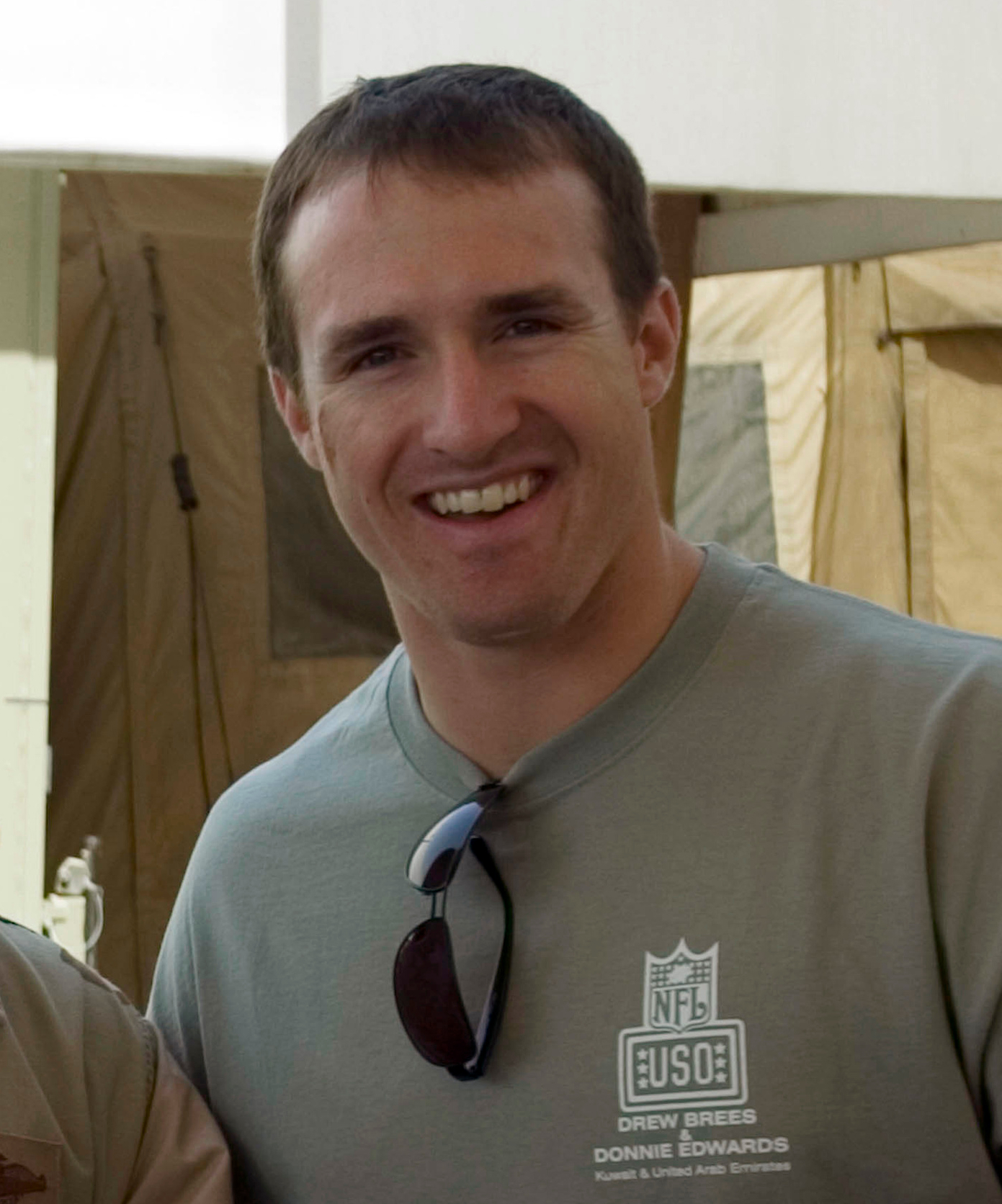
Drew Brees, 2002-2005

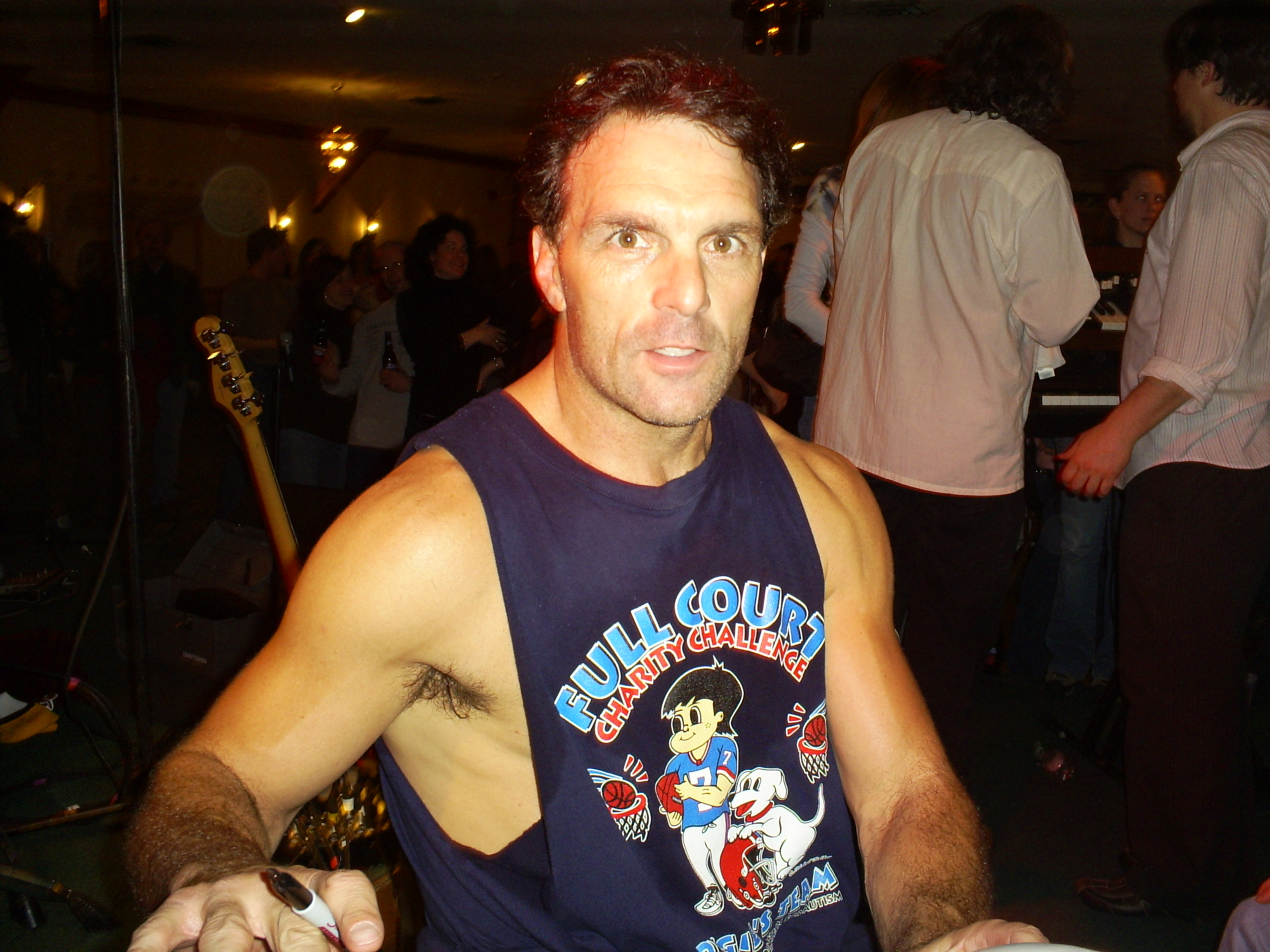
Doug Flutie. 2001-2004

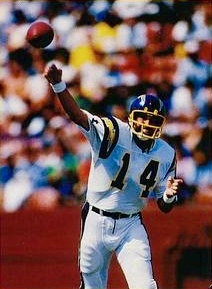
Dan Fouts, 1973-1987

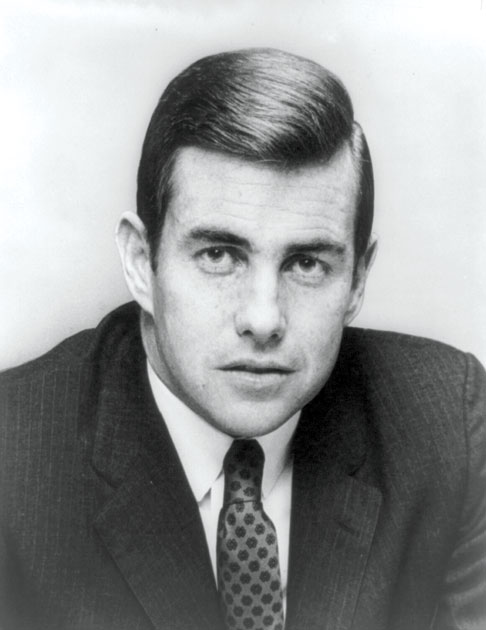
Jack Kemp, 1960-1962

| Quarterback titolari dei Los Angeles Chargers |                                                                           |
| Stagione                                      | Quarterback                                                               |
| 2024                                          | Justin Herbert (17)                                                       |
| 2023                                          | Justin Herbert (13) / Easton Stick (4)                                    |
| 2022                                          | Justin Herbert (17)                                                       |
| 2021                                          | Justin Herbert (17)                                                       |
| 2020                                          | Tyrod Taylor (1) / Justin Herbert (16)                                    |
| 2019                                          | Philip Rivers (16)                                                        |
| 2018                                          | Philip Rivers (16)                                                        |
| 2017                                          | Philip Rivers (16)                                                        |
| 2016                                          | Philip Rivers (16)                                                        |
| 2015                                          | Philip Rivers (16)                                                        |
| 2014                                          | Philip Rivers (16)                                                        |
| 2013                                          | Philip Rivers (16)                                                        |
| 2012                                          | Philip Rivers (16)                                                        |
| 2011                                          | Philip Rivers (16)                                                        |
| 2010                                          | Philip Rivers (16)                                                        |
| 2009                                          | Philip Rivers (16)                                                        |
| 2008                                          | Philip Rivers (16)                                                        |
| 2007                                          | Philip Rivers (16)                                                        |
| 2006                                          | Philip Rivers (16)                                                        |
| 2005                                          | Drew Brees (16)                                                           |
| 2004                                          | Drew Brees (15) / Doug Flutie (1)                                         |
| 2003                                          | Drew Brees (11) / Doug Flutie (5)                                         |
| 2002                                          | Drew Brees (16)                                                           |
| 2001                                          | Doug Flutie (16)                                                          |
| 2000                                          | Ryan Leaf (9) / Jim Harbaugh (5) / Moses Moreno (2)                       |
| 1999                                          | Jim Harbaugh (12) / Erik Kramer (4)                                       |
| 1998                                          | Ryan Leaf (9) / Craig Whelihan (7)                                        |
| 1997                                          | Stan Humphries (8) / Craig Whelihan (7) / Jim Everett (1)                 |
| 1996                                          | Stan Humphries (13) / Sean Salisbury (3)                                  |
| 1995                                          | Stan Humphries (15) / Gale Gilbert (1)                                    |
| 1994                                          | Stan Humphries (15) / Gale Gilbert (1)                                    |
| 1993                                          | Stan Humphries (10) / John Friesz (6)                                     |
| 1992                                          | Stan Humphries (15) / Bob Gagliano (1)                                    |
| 1991                                          | John Friesz (16)                                                          |
| 1990                                          | Billy Joe Tolliver (14) / Mark Vlasic (1) / John Friesz (1)               |
| 1989                                          | Jim McMahon (11) / Billy Joe Tolliver (5)                                 |
| 1988                                          | Mark Malone (8) / Babe Laufenberg (6) / Mark Vlasic (2)                   |
| 1987                                          | Dan Fouts (10) / Rick Neuheisel (2) / Mark Herrmann (2) / Mike Kelley (1) |
| 1986                                          | Dan Fouts (12) / Tom Flick (3) / Mark Herrmann (1)                        |
| 1985                                          | Dan Fouts (12) /Mark Herrmann (4)                                         |
| 1984                                          | Dan Fouts (13) / Ed Luther (3)                                            |
| 1983                                          | Dan Fouts (10) / Ed Luther (6)                                            |
| 1982                                          | Dan Fouts (9)                                                             |
| 1981                                          | Dan Fouts (16)                                                            |
| 1980                                          | Dan Fouts (16)                                                            |
| 1979                                          | Dan Fouts (16)                                                            |
| 1978                                          | Dan Fouts (14) / James Harris (2)                                         |
| 1977                                          | James Harris (9) / Dan Fouts (4) / Bill Munson (1)                        |
| 1976                                          | Dan Fouts (13) / Clint Longley (1)                                        |
| 1975                                          | Dan Fouts (9) / Jesse Freitas (4) / Virgil Carter (1)                     |
| 1974                                          | Dan Fouts (11) / Jesse Freitas (3)                                        |
| 1973                                          | Dan Fouts (6) / Wayne Clark (4) / Johnny Unitas (4)                       |
| 1972                                          | John Hadl (14)                                                            |
| 1971                                          | John Hadl (14)                                                            |
| 1970 (NFL)                                    | John Hadl (12) / Marty Domres (2)                                         |
| 1969                                          | John Hadl (10) / Marty Domres (4)                                         |
| 1968                                          | John Hadl (14)                                                            |
| 1967                                          | John Hadl (14)                                                            |
| 1966                                          | John Hadl (13) / Steve Tensi (1)                                          |
| 1965                                          | John Hadl (14)                                                            |
| 1964                                          | John Hadl (9) / Tobin Rote (5)                                            |
| 1963                                          | Tobin Rote (14)                                                           |
| 1962                                          | John Hadl (10) / Dick Wood (2) / Jack Kemp (2)                            |
| 1961                                          | Jack Kemp (14)                                                            |
| 1960 (AFL)                                    | Jack Kemp (12) / Bob Clatterbuck (2)                                      |